# My octopus teacher
My octopus teacher és un documental de 2020 dirigit per Pippa Ehrlich i James Reed que relata l'any que va passar el cineasta Craig Foster forjant una inusual relació amb un pop roquer en un bosc de varec de Sud-àfrica. Estrenat el 7 de setembre de 2020 a la plataforma Netflix, va començar el seu rodatge el 2010, i va obtenir un gran nombre de premis i reconeixements, entre ells un Oscar en la categoria de millor documental, i l'aclamació crítica general.

## Argument
El 2010, el cineasta Craig Foster va començar a bussejar a pulmó lliure en un bosc d'algues submarines en un lloc remot de la Badia Falsa, prop de Ciutat del Cap. Foster va començar a documentar les seves experiències i, amb el temps, va conèixer un curiós pop jove femella que va cridar la seva atenció. Va decidir seguir visitant el seu cau cada dia durant un any per a guanyar-se la confiança del mol·lusc cefalòpode. Durant el desenvolupament del film, Foster descriu l'impacte que causa a la seva pròpia vida la relació amb l'animal.
Un dia el pop és atacat per dos taurons, perd un braç i es retira al seu cau per a recuperar-se, regenerant lentament la seva extremitat durant tres mesos. En un atac posterior, el mol·lusc mostra una creativitat increïblement millorada per a sobreviure enganxant-se a l'esquena del tauró. Més endavant, després d'aparellar-se amb un pop més gran i produir un gran nombre d'ous, el pop mor de forma natural mentre té cura dels ous i un tauró se n'emporta el cos.
Foster descriu l'efecte de l'ensenyament que li va proporcionar el pop com una lliçó sobre la fragilitat de la vida i la connexió de la humanitat amb la natura, fet que es va traduir en la creació d'un vincle més profund amb el seu fill a mesura que aquest es desenvolupava com a bussejador i estudiant de la vida marina.

## Producció

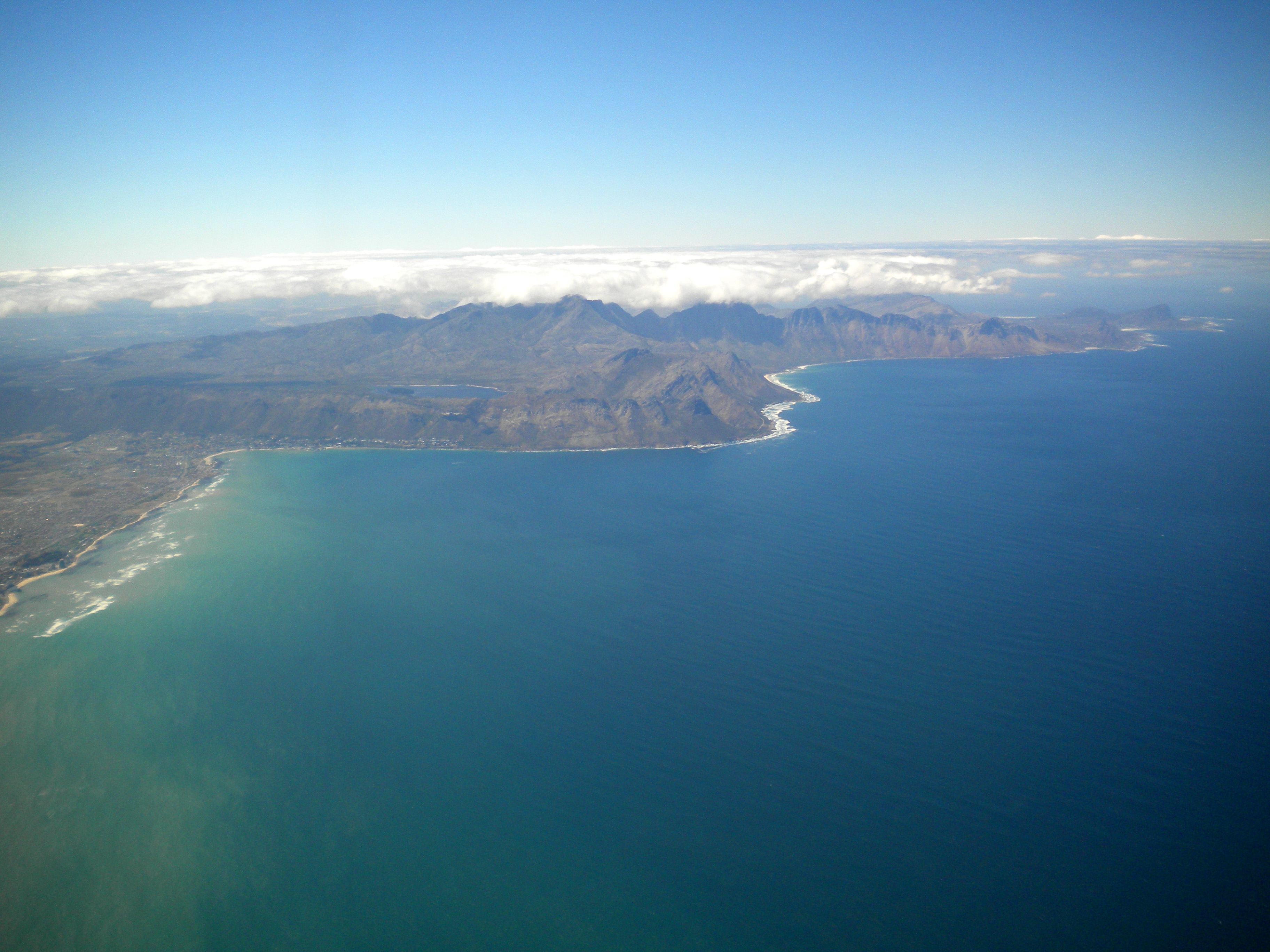
La pel·lícula va ser gravada en un bosc d'algues a Badia Falsa

En col·laboració amb Sea Change Project, Off The Fence i ZDF Enterprises, My octopus teacher va ser produïda executivament per Ellen Windemith i dirigida per Pippa Ehrlich i James Reed. La fotografia va ser dirigida per l'operador de càmera submarí Roger Horrocks, amb imatges addicionals de Craig Foster i el mateix Horrocks. Una quantitat menor de material submarí que no apareix a la pel·lícula però que va ser filmat per la mateixa parella al mateix lloc ja s'havia mostrat al cinquè episodi del documental Blue Planet II.
Foster s'havia exercitat com a productor gràcies a la seva participació al Sea Change Project, i la seva esposa, la periodista mediambiental índia Swati Thiyagarajan, es va convertir en la directora de producció del film.